# Jens Munk Island
Jens Munk Island (isola di Jens Munk) è un'isola dell'oceano Artico.
Jens Munk si trova al largo della più grande Isola di Baffin. Fa parte dell'Arcipelago artico canadese ed ha una superficie di 920 km² e uno sviluppo costiero di 298 km. 
L'isola, disabitata, deve il suo nome all'esploratore danese Jens Munk, famoso per una spedizione in cerca del Passaggio a nord-ovest nel 1619, al quale è stata dedicata.